# Tin Man (Zvezdna vrata SG-1)
Tin Man je naslov epizode znanstveno-fantastične serije Zvezdna vrata, v kateri O'Neill z ekipo pristane na planetu P3X-989, kjer se ujamejo v elektronsko past in izgubijo zavest. Ko se prebudijo, ugotovijo, da so v podzemnem laboratoriju domačina Harlana. Ta enajst tisoč let star mož, v katerem se skriva iskrena prijaznost, jim pove, da jih ni le ozdravil, ampak tudi izboljšal. 
Šele, ko se posadka kljub Harlanovemu nasprotovanju vrne na Zemljo, spozna, kaj pomeni njegova beseda »izboljšal«. Opazijo, da jih je Harlan spremenil v androide. Kmalu tudi pričnejo slabeti, zato prepričajo generala Hammonda, da jim dovoli vrnitev na planet. Tam ugotovijo, da je tudi Harlan android, ki je zadnji predstavnik svojega ljudstva, zadolžen za vzdrževanje velike baze. Ko mu pomagajo rešiti tehnične probleme in jih Harlan kljub temu ne želi spremeniti nazaj v ljudi, odkrijejo skrivnost - v resnici so dvojniki prave ekipe SG-1, ki jo je Harlan obdržal v ujetništvu. Po nekaj zapletih se človeška ekipa vrne domov, robotska pa se odloči ostati na planetu.